# Carltheo Zeitschel
Carltheo Zeitschel, auch Carl-Theodor Zeitschel oder Carl Theo Zeitschel, (geboren 13. März 1893 in Augsburg; gestorben 21. April 1945 in Schmölln) war ein deutscher Arzt, Nationalsozialist und Diplomat, der in der deutschen Botschaft in Frankreich als Judenreferent die Deportation der Juden organisierte und vorantrieb.

## Leben
Als Sohn des Apothekenbesitzers Franz Zeitschel und der Ella van Hees studierte er ab 1911 Medizin an der Universität Freiburg im Breisgau und war während des Ersten Weltkriegs von 1914 bis 1917 als Hilfsarzt im Reservelazarett Freiburg tätig. Nach dem Staatsexamen 1918 und seiner Entlassung aus dem Heeresdienst war er 1919–1920 Mitglied im Freikorps Reinhard in Berlin, gleichzeitig Assistenzarzt im Klinikum im Friedrichshain und später Arzt in Sanatorien im Schwarzwald. Seit dem 6. August 1923 war er Mitglied der NSDAP.
Zwischen 1925 und 1935 war er als Schiffsarzt tätig und zwischenzeitlich 1930–1931 als Leibarzt Wilhelms II. in Doorn. 1933 wurde er Mitglied der Reichsschrifttumskammer.
1935–1937 war er Referatsleiter für Kolonialfragen und für den Fernen Osten im Reichspropagandaministerium, seit 1936 Stellenleiter im Kolonialpolitischen Amt der NSDAP.
Im November 1937 kam er, noch vor Hitlers Revirement der Reichsregierung, der Wehrmachtsführung und der Ernennung von Joachim von Ribbentrop zum Reichsaußenminister am 4. Februar 1938, in das Auswärtige Amt (AA). Dort wurde er Legationsrat und Sachbearbeiter in der Kolonialabteilung des AA. Im Juni 1939 war er kurzzeitig deutscher Konsul in Lagos in der britischen Kolonie Nigeria (Federation of Nigeria).
Am 20. April 1939 erfolgte sein Eintritt in die SS als SS-Hauptsturmführer unter gleichzeitiger Ernennung zum SS-Führer beim Stab des SS-Hauptamtes (SS-Nummer 323.043).
Anfang November 1939 war Zeitschel Beauftragter des Auswärtigen Amts beim Militärbefehlshaber in Warschau und Sonderbeauftragter dieses Amts für die Abwicklung des Warschauer Diplomatischen Korps. Danach folgte er 1940 als Angehöriger des Sonderkommandos Eberhard von Künsberg, welches den Kunstraub organisierte, den deutschen Truppen nach Brüssel.

## Judenreferent in Paris
Seit Juni 1940 war Zeitschel in Paris tätig. Zunächst in der Dienststelle des Bevollmächtigten des AA beim Militärbefehlshaber in Frankreich (zusammen mit Rudolf Rahn, der dort seinen Pariser Einsatz als Leiter der Propaganda-, Presse- und Rundfunkarbeit begann). Dann wurde er von Botschafter Otto Abetz in die Deutsche Botschaft geholt, wieder wie in Warschau zur Abwicklung der ausländischen Missionen, und war neben anderen organisatorischen Aufgaben auch weiterhin in den Raub jüdischen Kunstbesitzes eingebunden, der „in den Gewahrsam der deutschen Botschaft“ gebracht wurde. Ab September 1940 wurde er als Beauftragter für Judenfragen und Freimaurerangelegenheiten Verbindungsmann zum Befehlshaber der Sicherheitspolizei und des SD (BdS) und wurde parallel zu seiner Karriere im Diplomatischen Dienst zum SS-Sturmbannführer befördert. Mit Dannecker führte er die am 5. September 1941 in Paris eröffnete Ausstellung „Der Jude und Frankreich“ durch. Als „Judenreferent“ war er einer der Motoren der „Endlösung in Frankreich“, also der Deportation und Ermordung der Juden. Die Mitwirkung des deutschen Botschafters bei den Judenmaßnahmen war sowohl im unbesetzten Frankreich der Vichy-Regierung als auch im besetzten Frankreich erforderlich. In einem im Eichmann-Prozess vorgelegten Dokument kommt die enge Zusammenarbeit zwischen dem deutschen Sicherheitsdienst (SD) in Frankreich mit dem BdS Helmut Knochen an der Spitze und Theodor Dannecker als seinem Vertreter in Paris einerseits und der deutschen Botschaft andererseits zum Ausdruck (auch Ernst Achenbach, späterer FDP-Außenpolitiker und fast Deutscher-EWG-Kommissar, nimmt hier teil):

“State Attorney Bach: The next document is our No. 442, the description of a meeting in Paris with the participation of Ambassador Abetz, Obersturmfuehrer Dannecker, and Counsellors Achenbach and Zeitschel. The subjects of the discussion were mainly an expose by Herr Dannecker on what had so far been done about the Jewish Question in France, and proposals by the Ambassador concerning important French personalities who might be considered for setting up „the Jewish Office“ in France. On that occasion it transpired that an exemplary card index of all the Jews of Paris, in four types of listing, was almost completed, thanks to the preparatory work of the SD headed by Herr Dannecker, who had years of experience in Jewish affairs, starting back in Austria and Czechoslovakia.”

“Dannecker now quotes statistical figures for the Jews in Paris and France. And it says further: "Herr Dannecker made the most interesting disclosure that, on the basis of the Jewish laws of 4 October in the unoccupied sector, over 40,000 Jews are already in concentration camps and further arrests are taking place all the time.”

Im August 1941 machte Zeitschel Druck auf Abetz, so dass dieser sich von Heinrich Himmler „persönlich“ die Zusage einholte, „daß die im KZ befindlichen Juden nach dem Osten abgeschoben werden können, sobald dies die Transportmittel zulassen“ und gab fortan den Druck an Dannecker weiter.
Zeitschel war genug in streng geheime Prozesse eingeweiht und wusste daher auch, dass am 20. Januar 1942 die Wannseekonferenz stattgefunden hatte. Er versuchte nun das Protokoll über deren „Verlauf“ von Unterstaatssekretär Woermann zu erlangen, um dies bei der Deportation der französischen Juden anzuwenden.
In den Nürnberger Prozessen wird am 5. Februar 1946 ein Schreiben Zeitschels verlesen:

„Ich unterbreite nun Dokument RF-1220. Es ist ein Brief der Deutschen Botschaft in Paris von Dr. Zeitschel, datiert vom 27. Juni 1942. Ich möchte diesen Brief verlesen; er lautet wie folgt: ‚Auf Grund der Besprechung mit Hauptsturmführer Dannecker vom 27. Juni 1942, in der mir derselbe erklärte, daß er möglichst bald 50000 Juden aus dem unbesetzten Gebiet zwecks Abtransports nach dem Osten brauche, und außerdem erklärte, daß auf Grund der Aufzeichnung des Generalkommissars für die Judenfrage, Darquier de Pellepoix, unbedingt für diesen etwas getan werden müsse, habe ich die Angelegenheit unmittelbar nach der Besprechung Botschafter Abetz und Gesandten Rahn vorgetragen. Herr Gesandter Rahn trifft heute noch im Laufe des Nachmittags mit Präsident Laval zusammen und hat mir zugesagt, daß er mit demselben sofort die Angelegenheit der Überstellung von 50000 Juden besprechen wird und außerdem darauf dringen werde, daß Darquier de Pellepoix im Rahmen der bereits erlassenen Gesetze vollkommene Handlungsfreiheit erhält und die ihm zugesagten Kredite auch sofort ausgehändigt bekommt. Da ich leider 8 Tage von Paris abwesend bin, bitte ich wegen der Dringlichkeit der Angelegenheit, daß sich Hauptsturmführer Dannecker mit Herrn Gesandten Rahn am Montag, den 29. oder Dienstag, den 30. 6. unmittelbar in Verbindung setzt, um von diesem zu erfahren, wie die Antwort von Laval gelautet hat.‘“

Die Unabhängige Historikerkommission – Auswärtiges Amt stellte in „Das Amt“ 2010 und im Echo auf das Buch klar, dass die Rolle der Pariser Botschaft und des AA beim Vorantreiben der Shoah bisher unterschätzt wurde. Zeitschel gab Abetz bereits im Spätsommer 1941 ein Memorandum mit auf den Weg nach Berlin, in dem er vorschlug,
die Vernichtung oder Sterilisierung der europäischen Juden vorzunehmen, mit dem Ziel, dass sie über 33 v. H. ihrer Misboche durch diese Maßnahmen verlieren.
In Berlin traf Abetz mit diesem Memorandum mit Ribbentrop und Hitler zusammen, und zwar unmittelbar vor Hitlers Beschluss zur Deportation von Juden aus Deutschland.

## Judenreferent in Tunis
Fast gleichzeitig traf Zeitschel mit Rudolf Rahn, der vom 15. November 1942 bis 10. Mai 1943 Vertreter des Auswärtigen Amts beim Deutschen Afrika-Korps war, am 13. November 1942 im Brückenkopf Tunis ein, das er nach der Niederlage Erwin Rommels und der Kapitulation der italienischen und deutschen Divisionen im Mai 1943 wieder verließ. In Tunesien kam das Einsatzkommando des Walter Rauff ab dem 24. November 1942 zum Einsatz. Am 6. Dezember einigte sich Rauff in einer Besprechung mit dem General Walther Nehring und Rahn auf den Einsatz von jüdischen Zwangsarbeitern und errichtete ein System von Arbeitslagern, die von Theo Saevecke organisiert wurden. Zu Massenmorden kam es allerdings wegen der verschiedenen Interessenlagen Vichy-Frankreichs, Italiens und der Führung des Afrika-Korps nicht, zwischen denen der „zbV-Gesandte“ Rahn vermitteln musste, der nach eigener Aussage die Forderungen der SS-Leute zurückwies, weil sonst auch italienische Juden in Tunesien betroffen gewesen wären. Das war zu diesem Zeitpunkt nicht opportun.
Bis Juli 1944 war Zeitschel wieder an der deutschen Botschaft in Paris. Ferner arbeitete er ein Projekt zur Reorganisation der Pariser Polizei im Dienste des Besetzers aus und war für die organisierte Plünderung von Pariser Kunstwerken aus Galerien zuständig.
Nach Auflösung der Botschaft in Paris wurde er am 1. August 1944 Führer beim Stab des SS-Oberabschnitts Spree, dessen Leiter war SS-Obergruppenführer August Heißmeyer.
Das weitere Schicksal war bis zur Aktenausgabe des Auswärtigen Amtes im Jahr 2014 in der Literatur ungeklärt, danach sei er im April 1945 in Schmölln gestorben, allerdings gibt es mehrere Orte dieses Namens. Ernst Klee schrieb im Personenlexikon zum Dritten Reich: „… Zeitschel soll 1945 bei einem Bombenangriff in Berlin ums Leben gekommen sein“. Die französische Justiz verurteilte ihn 1954 in Abwesenheit wegen seiner Verbrechen zu lebenslanger Zwangsarbeit.
Im Prozess gegen Abetz und in der sehr viel später einsetzenden gerichtlichen Verfolgung der Judendeportationen aus Frankreich wurde wiederholt der Name Zeitschel von den Beschuldigten und deren Entlastungszeugen genannt, um einen Haupttäter verantwortlich zu machen und sich selbst dadurch zu entlasten.